# リアム・クーパー
リアム・クーパー（Liam Cooper 、1991年8月30日 - ）は、イングランド・キングストン・アポン・ハル出身のプロサッカー選手。ブルガリア・ファーストリーグ・CSKAソフィア所属。スコットランド代表。ポジションは、ディフェンダー。

## 経歴

### クラブ
12歳で地元ハル・シティAFCのアカデミーに入団。2008年8月のフットボールリーグカップ・スウォンジー・シティAFC戦でトップチームデビュー。17歳の誕生日にクラブと最初のプロ契約を交わした。2009年9月のリヴァプールFC戦でプレミアリーグデビュー。
しかしその後は出場機会を得られず、レンタルで他クラブを転々とした。2013年1月、2012年11月からレンタルで加入していたチェスターフィールドFCに完全移籍。
2014年夏、推定移籍金60万ポンドでリーズ・ユナイテッドFCに移籍。2017年からはチームキャプテンを務めている。

### 代表
U-17とU-19スコットランド代表歴がある。
2015年12月、リーズのスティーブ・エバンス監督がゴードン・ストラカンスコットランド代表監督から接触があったことを明かした。
2016年3月、スコットランド代表初招集。2019年9月6日のロシア代表戦でフル代表デビューを果たした。
UEFA EURO 2024に選出

## タイトル

### クラブ
チェスターフィールド
- フットボールリーグ2: 2013-14

### 個人
- フットボールリーグ2年間ベストイレブン: 2013-14
- フットボールリーグチャンピオンシップ年間ベストイレブン : 2018-19